# Neopanax
Neopanax is een geslacht uit de klimopfamilie (Araliaceae). De soorten komen voor in Nieuw-Zeeland.

## Soorten
- Neopanax arboreus (L.f.) Allan
- Neopanax colensoi (Hook.f.) Allan
- Neopanax kermadecensis (W.R.B.Oliv.) Allan
- Neopanax laetus (Kirk) Allan
- Neopanax macintyrei (Cheeseman) Frodin